# Diogmites craverii
Diogmites craverii là một loài ruồi trong họ Asilidae. Diogmites craverii được Bellardi miêu tả năm 1861. Loài này phân bố ở vùng Tân nhiệt đới.